# Dynäs II
Dynäs II, tidigare Dynäs (1955-2000), Dynäs II (1923-1955), Dynäs (1910-1923), är en bogserbåt och museifartyg hemmahörande på Ångermanälven
Fartyget byggdes 1910 vid Hernösands Verkstads & Varfs AB, Härnösand, som Dynäs för Dynäs AB, Dynäs, på beställning av ägaren konsul John Ekman. Det var redan vid beställningen avsedd att förutom timmerbogsering även fungera som representations- och fritidsfartyg åt konsul Ekman och fick därför en överbyggnad i teak och en exklusiv salong åt konsuln inredd med mahogny och sammet, något mycket ovanligt på en bogserbåt.
Det ursprungliga maskineriet var en 2-cylindrig compoundångmaskin av varvets tillverkning på 138 Ihk, den byttes ut mot en 4-cylindrig Skandia 465C på 100 liter och 240 hk vid en motorisering på Lunde varv, Lunde, 1955. Den stora tändkulemotorn är troligen den enda kvarvarande av sin typ som är i kördugligt skick.
Fartyget köptes 1988 av Kramfors kommun och blev liggande fram till 2005 då hon skänktes till Ideella Föreningen Dynäs II, Svanö. Sedan år 2007 pågår en omfattande renovering.